# Bala Bəhmənli
Bala Bəhmənli è un comune dell'Azerbaigian situato nel distretto di Füzuli. Conta una popolazione di 3 297 abitanti.